# Rezerwat przyrody Słopiec
Rezerwat przyrody Słopiec – rezerwat torfowiskowy w gminie Daleszyce, w powiecie kieleckim, w województwie świętokrzyskim w miejscowości Słopiec. Znajduje się w obrębie otuliny Cisowsko-Orłowińskiego Parku Krajobrazowego.
- Powierzchnia: 8,24 ha[1] (akt powołujący podawał 8,18 ha)
- Rok utworzenia: 1995
- Dokument powołujący: Zarządz. MOŚZNiL z 27.06 1995; MP. 33/1995, poz. 406
- Numer ewidencyjny WKP: 058
- Przedmiot ochrony: naturalne torfowiska, cenne zbiorowiska roślin (zespół wełnianki i torfowca z turzycą dzióbkowatą [Carex rostrata]) oraz stanowiska wielu rzadkich roślin prawnie chronionych